# Овчар Бања
Овчар Бања је насељено место у Србији на територији града Чачка у Моравичком управном округу. Према попису из 2022. било је 118 становника.

## Туризам и лековитост
Овчар Бања се налази 17 km од Чачка, у шумовитом делу Овчарско-Кабларске клисуре (под заштитом је државе), кроз коју протиче река Западна Морава. На реци су изграђена два вештачка језера која су погодна за спортски риболов.
Природни лековити фактори:
- термална вода температуре 36-38 °C
- микротермална клима
- чист ваздух и очувана флора и фауна

Овчар Бања се препоручује за:
- реуматска обољења
- дегенеративни реуматизам
- артрозе
- спондилозе
- последице прелома костију...

Смештај се може наћи у хотелу „Каблар“, мотелу „Дом“, одмаралишту "СУНЦЕ" , гостионици „Блеф“, домаћој радиности, као и манастирским конацима (лети је отворен ауто-камп).
У непосредној близини се налазе Овчарско-кабларски манастири (10 манастира), познати као мала Српска Света гора.
Овде се налази Железничка станица Овчар Бања.

## Демографија
У насељу Овчар Бања живи 135 пунолетних становника, а просечна старост становништва износи 39,1 година (37,6 код мушкараца и 40,5 код жена). У насељу има 65 домаћинстава, а просечан број чланова по домаћинству је 2,58.
Ово насеље је великим делом насељено Србима (према попису из 2002. године), а у последња три пописа, примећен је пад у броју становника.
|  |

| Демографија | Демографија | Демографија |
| Година      | Становника  | Становника  |
| ----------- | ----------- | ----------- |
| 1948.       | 185         |             |
| 1953.       | 241         |             |
| 1961.       | 310         |             |
| 1971.       | 191         |             |
| 1981.       | 203         |             |
| 1991.       | 184         | 181         |
| 2002.       | 168         | 176         |
| 2011.       | 122         |             |

| Етнички састав према попису из 2002.‍ | Етнички састав према попису из 2002.‍ | Етнички састав према попису из 2002.‍ | Етнички састав према попису из 2002.‍ | Етнички састав према попису из 2002.‍ |
| ------------------------------------ | ------------------------------------ | ------------------------------------ | ------------------------------------ | ------------------------------------ |
|                                      |                                      |                                      |                                      |                                      |
| Срби                                 | Срби                                 |                                      | 162                                  | 96,42%                               |
| Муслимани                            | Муслимани                            |                                      | 4                                    | 2,38%                                |
| Мађари                               | Мађари                               |                                      | 1                                    | 0,59%                                |
| непознато                            | непознато                            |                                      | 0                                    | 0,0%                                 |

| Година пописа     | 1948. | 1953. | 1961. | 1971. | 1981. | 1991. | 2002. |
| ----------------- | ----- | ----- | ----- | ----- | ----- | ----- | ----- |
| Број домаћинстава | 48    | 81    | 102   | 60    | 76    | 69    | 65    |

| Број чланова      | 1  | 2  | 3 | 4  | 5 | 6 | 7 | 8 | 9 | 10 и више | Просек |
| ----------------- | -- | -- | - | -- | - | - | - | - | - | --------- | ------ |
| Број домаћинстава | 23 | 12 | 7 | 18 | 2 | 3 | 0 | 0 | 0 | 0         | 2,58   |

| Пол    | Укупно | Неожењен/Неудата | Ожењен/Удата | Удовац/Удовица | Разведен/Разведена | Непознато |
| ------ | ------ | ---------------- | ------------ | -------------- | ------------------ | --------- |
| Мушки  | 70     | 23               | 39           | 3              | 5                  | 0         |
| Женски | 70     | 15               | 38           | 12             | 5                  | 0         |
| УКУПНО | 140    | 38               | 77           | 15             | 10                 | 0         |

| Пол    | Укупно                    | Пољопривреда, лов и шумарство | Рибарство                            | Вађење руде и камена | Прерађивачка индустрија       |
| ------ | ------------------------- | ----------------------------- | ------------------------------------ | -------------------- | ----------------------------- |
| Мушки  | 35                        | 1                             | 0                                    | 0                    | 11                            |
| Женски | 25                        | 2                             | 0                                    | 0                    | 3                             |
| УКУПНО | 60                        | 3                             | 0                                    | 0                    | 14                            |
| Пол    | Производња и снабдевање   | Грађевинарство                | Трговина                             | Хотели и ресторани   | Саобраћај, складиштење и везе |
| Мушки  | 7                         | 5                             | 5                                    | 2                    | 2                             |
| Женски | 1                         | 1                             | 3                                    | 6                    | 1                             |
| УКУПНО | 8                         | 6                             | 8                                    | 8                    | 3                             |
| Пол    | Финансијско посредовање   | Некретнине                    | Државна управа и одбрана             | Образовање           | Здравствени и социјални рад   |
| Мушки  | 0                         | 0                             | 0                                    | 0                    | 0                             |
| Женски | 0                         | 1                             | 0                                    | 1                    | 6                             |
| УКУПНО | 0                         | 1                             | 0                                    | 1                    | 6                             |
| Пол    | Остале услужне активности | Приватна домаћинства          | Екстериторијалне организације и тела | Непознато            | Непознато                     |
| Мушки  | 1                         | 0                             | 0                                    | 1                    | 1                             |
| Женски | 0                         | 0                             | 0                                    | 0                    | 0                             |
| УКУПНО | 1                         | 0                             | 0                                    | 1                    | 1                             |

#### Карте и мапе
- Мапе, аеродроми и временска ситуација локација (Fallingrain)
- Сателитска мапа[мртва веза]
- Гугл сателитска мапа
- План насеља на мапи (Mapquest)